# Grattepanche
Grattepanche är en kommun i departementet Somme i regionen Hauts-de-France i norra Frankrike. Kommunen ligger i kantonen Boves som tillhör arrondissementet Amiens. År 2022 hade Grattepanche 320 invånare.

## Befolkningsutveckling
Antalet invånare i kommunen Grattepanche
| Referens: INSEE |